# Роджерс, Сюзанна
Сюзанна Роджерс (англ. Suzanne Rogers; род. 9 июля 1943, Мидленд, Мэриленд) — американская актриса.

## Биография
Роджерс родилась 9 июля 1943 года в городке Мидленд, штат Мэриленд. 
Работала танцовщицей в Радио-сити, прежде чем стать актрисой.
Роджерс добилась наибольшей известности благодаря роли Мэгги Хортон в длительной дневной мыльной опере «Дни нашей жизни», которую она играет на протяжении сорока лет, с 1973 года. В 1979 году она выиграла Дневную премию «Эмми» за свою роль в мыльной опере. 
После смерти Фрэнсис Рейд в 2010 году, Сюзанна Роджерс, осталась наиболее продолжительно участвующем актёром в шоу. Помимо работы в мыльной опере она появилась в сериалах «Медэксперт Куинси», «Маленький домик в прериях», «Рыцарь дорог» и телефильме «Никогда не говори никогда: история Дидри Холл».
В 1980 году вышла замуж за актёра Сэма Грума, но они развелись через два года.